# Agrahari

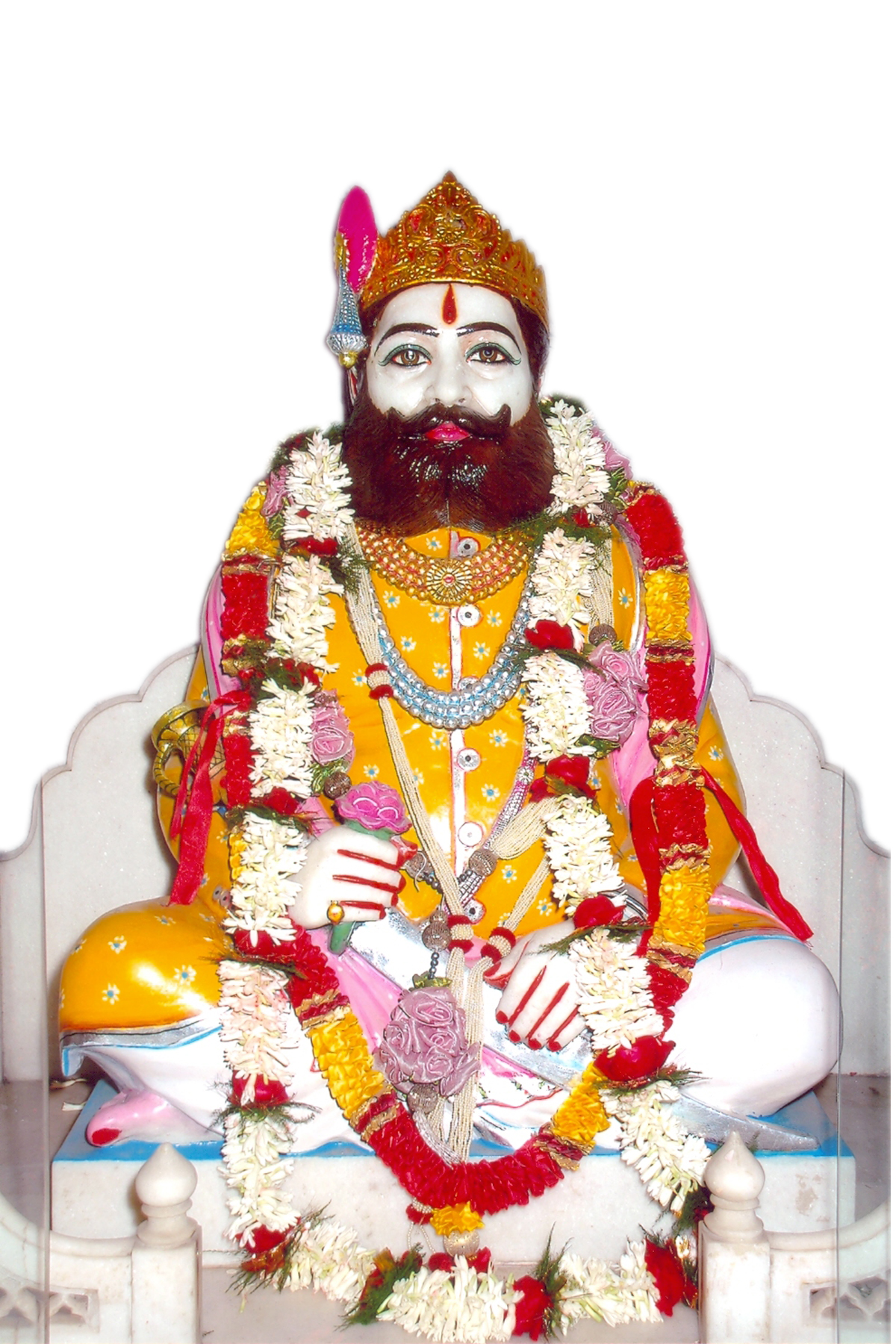
Le Maharaja Agrasena dont les Agraharis revendiquent leur descendance.

Agrahari, Agraharee ou Agarhari désigne une communauté indienne et népalaise du varna Vaishya. La majorité habite les états indiens de l'Uttar Pradesh, de Madhya Pradesh, de Jharkhand, de Chhattisgarh et la zone de Teraï au Népal.

## Histoire
En 1916, Robert Vane Russell, ethnologue de la période britannique du Raj, écrit sur Agrahari, une sous-caste de Bania située principalement dans le district de Jabalpur et dans l'Etat du Raigarh. Leur nom se rapporte aux villes d' Agra et d'Agroha.
William Crooke, orientaliste (1848-1923) déclare que le groupe Agrahari revendique en partie le statut de Vaishya et en partie des ancêtres brahmanes. Comme celui des Banias Agarwala, leur nom se rapporte aux villes d'Agra et d'Agroha. Ils ont certainement un lien avec les Agarwalas.
Dans le Chhattisgarh, les provinces centrales de l'Inde britannique, les Agrahari sont peu nombreux. Les quelques Agraharis sont des Malgujars ou Zamindars. Le souverain de Raigarh décerna le titre de Shaw aux Agraharis, titre encore valable au 21e siècle.

## Le sikhisme chez les Agraharis
La plupart des Agraharis sont hindouistes, bien que certains soient sikhs. La majorité des sikhs Agrahari habitent l'État indien du Bihar Jharkhand et du Bengale-Occidental. L'auteur Himadri Banerjee écrit dans son ouvrage "The Other Sikhs: A View from Eastern India", que les Agraharis se convertissent au sikhisme pendant la période moghole par Guru Tegh Bahadur Ji, 9e gourou des Sikhs. Les dirigeants moghols imposent aux hindous de se convertir à l' islam, mais les Agraharis le refusent et acceptent Khalsa Panth, dirigé par Guru Tegh Bahadur Ji pour protéger leur vie et leur religion. Une autre légende dit que les sikhs Agrahari sont une communauté d' Âhom convertis au sikhisme depuis le voyage du 9e Guru Tegh Bahadur Ji à Assam. Ils sont également connus comme des "Bihari Sikhs" ayant vécu pendant des siècles dans le Bihar. Ils dirigent plusieurs Gurdwara séparés dans le Bihar et le Bengale occidental. La majorité de ces Sikhs vit à Sasaram, Gaya et Calcutta du Bihar et du Bengale-Occidental. A Jharkhand, ils habitent Dumari Kalan et Kedli Chatti. Les sikhs Agraharis sont également établis dans l'État indien de l' Uttar Pradesh. Les sikhs Agrahari n'ont ni origine punjabi et ni lien avec Punjab, le Punjabi ni le Punjabiyat. Ils appartiennent au sikhisme traditionnel enseigné par les gourous sikhs.

## Nom, Gotra et titre
Les Agraharis utilisent souvent le nom de leur communauté comme nom de famille. Cependant, de nombreuses personnes utilisent Gupta, Bania ou Baniya, Patwari, Vanik ou Banik, Shaw et Vaishya, Vaishy ou Vaish, Baishya ou Baish. Ils ont un gotra commun, le Kashyap.

## Quota
La Commission Mandal désigne les Agrahari de Bihar et Jharkhand comme une autre classe en retard dans le système de caste indien de discrimination positive. Ils bénéficient ainsi de la réservation.